# Солнечное искусство

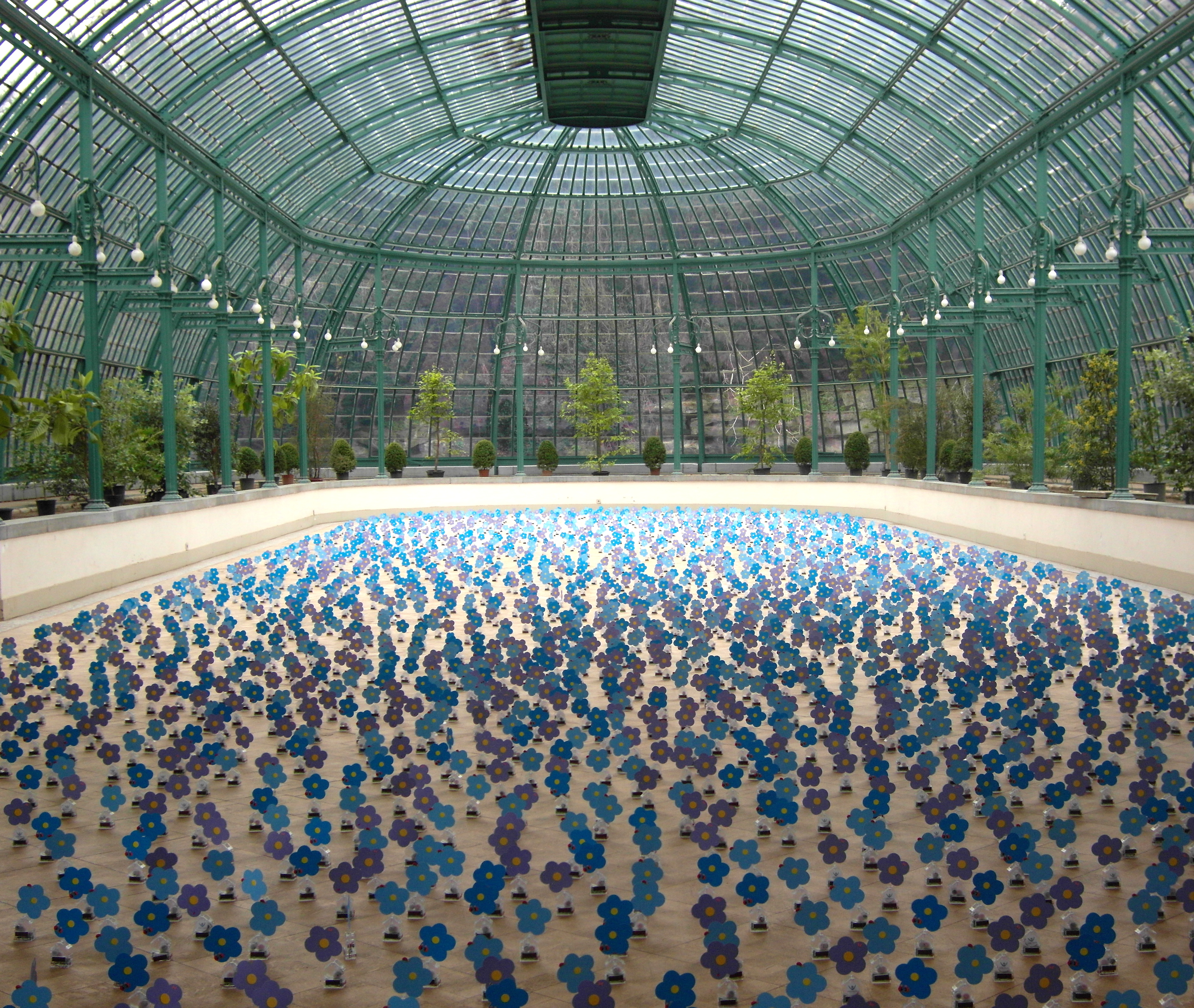
Танцующие солнечные незабудки. Александр Данг, Королевские оранжереи в Лакене, Брюссель, 2010

Солнечное искусство — направление современного искусства, которое объединяет новые технологии, способные собирать и использовать солнечную энергию. Произведения солнечного искусства предлагают задействовать ресурсы и возможности, которые до сих пор не использовались в области искусства.

## Происхождения
Контекст появления этого вида искусства напрямую связан с текущей глобальной социально-политической ситуацией, а именно с растущей необходимостью отказаться от использования ископаемого топлива и необходимостью наращивать новые виды энергии, которые были бы гораздо более эффективными при использовании возобновляемых ресурсов. Этот процесс изменений отражается в мире искусства, который хочет активно участвовать в достижении этой цели. Среди всех этих экологически обоснованных художественных начинаний некоторые группы дизайнеров хотят использовать науку о производстве солнечной энергии как неотъемлемую часть своего художественного творчества. Работы солнечного искусства показывают, насколько искусство, архитектура и новые технологии могут быть переплетены в основе художественной идеи.

## Solar Artworks
Американский проект Solar Artworks проистекает из интереса к новым формам городских ландшафтов, которые могут улучшить жизнь жителей городов. Этот проект объединяет самые важные произведения солнечного искусства с целью глубокого понимания их дизайна и концепций. Конечная цель проекта The Solar Artworks Project — стать всеобъемлющим источником информации об этом новом виде произведений искусства и продвигать его для новых городских ландшафтов.

Мы верим в модель изменения общества, основанную на возобновляемых источниках энергии. Эти изменения могут стать частью нашей повседневной жизни благодаря произведениям солнечного искусства. Эти проекты демонстрируют, что солнечная энергия может быть красивой, интегрированной с уже существующей архитектурой.
Solar Arts Building — первый музей, посвящённый солнечному искусству. Он открылся 6 сентября 2012 года в городе Миннеаполис, бывшем индустриальном центре экономики США. Концепция музея, который также является резиденцией художников, заключается в том, чтобы, с одной стороны, демонстрировать работы солнечного искусства, а с другой — демонстрировать возможность сохранения больших промышленных городов способных следовать новым энергетическим технологиям.
Коллектив, который разработал здание Solar Arts Building, купил это здание и переделал в музей. Таким образом, они полностью отремонтировали здание в здание с нулевым уровнем выбросов и установили солнечные панели на крыше. Этот подход прекрасно согласуется с их целью пробуждения чувствительности к устойчивому развитию через солнечное искусство.

## Некоторые произведения солнечного искусства
Ниже не полный список основных работ солнечного искусства, а также эстетическое видение производства солнечной энергии их авторами:
- «Приветствие Солнцу» — Никола Башич (Хорватия). Символическая городская установка, которая благодаря фотоэлектрическим элементам, встроенным вдоль набережной реки, превращает солнечную энергию в свет, исходящий от проекторов[6].

- «Танцующие солнечные незабудки» — Александр Данг (Норвегия). В этих установках, очень простых по внешнему виду, но чрезвычайно сложных с технической точки зрения, Александр Данг объединяет новые технологии, полезные для окружающей среды, используя солнечную энергию как средство выражения[7].

- «Солнечная мирная скульптура» — Фред Георгий (Германия). Скульптура высотой 18 метров состоит из 80 нефтяных бочек, с солнечной панелью на каждой из них. Структура производит энергию, которая идёт в городскую электросеть[8].

- Проект «Солнечное дерево» — Рейн Трифелд (США). Уже более десяти лет Рейн Трифелдт создаёт скульптуры, которые улавливают энергию солнца. Его работа сочетает в себе элементы традиционной скульптуры и материалов с фотоэлектрической технологией[9].

Следует отметить, что эволюция солнечного искусства будет определяться художественным видением его художников, а также технологическими достижениями в области добычи солнечной энергии.